# Locomotiva Thomas și prietenii săi (sezonul 2)
Locomotiva Thomas și prietenii săi este o serie de televiziune bazată pe Seria Căilor Ferate scrisă de Wilbert Awdry, în care ne este prezentată viața unui grup de locomotive și vehicule cu trăsături umane, ce trăiesc pe Insula Sodor.
Acest articol se referă la Sezonul 2. A fost produs în anul 1986 de Britt Allcroft și David Mitton.

## Difuzare în România
Acest sezon este difuzat pe postul TV JimJam, și este dublat în limba română.

## Lansare pe DVD
Acest sezon a fost lansat în 2011 pe două DVD-uri:
- Thomas și Prietenii Săi: Vol.3 - Thomas și Marea Evadare
- Thomas și Prietenii Săi: Vol.4 - Thomas Vine la Micul Dejun

(fiecare DVD conține, în ordine, 13 episoade)

## Sezonul 2
| #  | #  | Titlu Original                       | Titlu Română                        |
| -- | -- | ------------------------------------ | ----------------------------------- |
| 27 | 1  | Thomas, Percy and the Coal           | Thomas, Percy și Cărbunele          |
| 28 | 2  | Cows                                 | Vaci                                |
| 29 | 3  | Bertie's Chase                       | Urmărirea lui Bertie                |
| 30 | 4  | Saved from Scrap                     | Salvat de la Fier Vechi             |
| 31 | 5  | Old Iron                             | Fier Vechi                          |
| 32 | 6  | Thomas and Trevor                    | Thomas și Trevor                    |
| 33 | 7  | Percy and the Signal                 | Percy și Semnalul                   |
| 34 | 8  | Duck Takes Charge                    | Rata Preia Comanda                  |
| 35 | 9  | Percy and Harold                     | Percy și Harold                     |
| 36 | 10 | The Runaway                          | Evadarea                            |
| 37 | 11 | Percy Takes the Plunge               | Plonjarea Lui Percy                 |
| 38 | 12 | Pop Goes the Diesel                  | Diesel Spune Of                     |
| 39 | 13 | Dirty Work                           | O Treaba Murdară                    |
| 40 | 14 | A Close Shave                        | A Fost Foarte Aproape               |
| 41 | 15 | Better Late Than Never               | Mai Bine Mai Târziu Decât Niciodata |
| 42 | 16 | Break Van                            | Vagonul cu Frână                    |
| 43 | 17 | The Deputation                       | Delegatul                           |
| 44 | 18 | Thomas Comes to Breakfast            | Thomas Vine la Micul Dejun          |
| 45 | 19 | Daisy                                | Daisy                               |
| 46 | 20 | Percy's Predicament                  | Necazul lui Percy                   |
| 47 | 21 | The Diesel                           | Dieselul                            |
| 48 | 22 | Wrong Road                           | Directia Greșita                    |
| 49 | 23 | Exward's Exploit                     | Isprava lui Edward                  |
| 50 | 24 | Ghost Train                          | Trenul Fantomă                      |
| 51 | 25 | Woolly Bear                          | Ursul cu lîna                       |
| 52 | 26 | Thomas and the Missing Christma Tree | Thomas și Bradul Dispărut           |

### Nelansate (Anulate)
| Titlu Original      | Titlu Română         |
| ------------------- | -------------------- |
| The Missing Coach   | Vagonul Dispărut     |
| Gordon Goes Foreign | Gordon devine străin |